# Schallimmission
Mit dem Begriff Schallimmission (lat. immittere, hineinschicken, hineinsenden) wird die Einwirkung von Schall auf einen Ort beschrieben. Die lokale physikalische Auswirkung des Geräusches ist der an diesem Ort vorhandene Schalldruck. Die Schallimmission ist abhängig von der Schallemission und der Schallausbreitung.
Zur quantitativen Beschreibung der Schallimmission im Rahmen des Lärmschutzes dient der Schallimmissionspegel.
Unter anderem in der 16., 18. und 32. Bundes-Immissionsschutzverordnung zum Bundes-Immissionsschutzgesetz sind Grenzwerte für die Schallimmission unterschiedlicher Schallquellen festgelegt.